# Interlands Zuid-Afrikaans voetbalelftal 2010-2019
Deze pagina toont een chronologisch en gedetailleerd overzicht van de interlands die het Zuid-Afrikaans voetbalelftal speelt en heeft gespeeld in de periode 2010 – 2019.

## Interlands

### 2010
|                                                                 | |       |                                    |                                                                                      |
| 23 januari Vriendschappelijk № 267 «onderlinge duels» 15:00 uur | Zuid-Afrika | 6 – 2 | Swaziland                          | Chatsworth Stadium, Durban Toeschouwers: onbekend Scheidsrechter: Matthew Dyer (RSA) |
| 23 januari Vriendschappelijk № 267 «onderlinge duels» 15:00 uur | Gert Schalkwyk 3' Gert Schalkwyk 25' Katlego Mphela 36' Franklin Cale 58' Franklin Cale 66' Thulani Serero 90' |       | 45' Dennis Masina 63' Siza Dlamini | Chatsworth Stadium, Durban Toeschouwers: onbekend Scheidsrechter: Matthew Dyer (RSA) |

|                                                                 |                                                                |       |          |                                                                                        |
| 27 januari Vriendschappelijk № 268 «onderlinge duels» 20:30 uur | Zuid-Afrika                                                    | 3 – 0 | Zimbabwe | Moses Mabhidastadion, Durban Toeschouwers: 35.000 Scheidsrechter: Simanga Nhleko (SWZ) |
| 27 januari Vriendschappelijk № 268 «onderlinge duels» 20:30 uur | Siphiwe Tshabalala 50' Thulasizwe Mbuyane 77' Lucas Thwala 90' |       |          | Moses Mabhidastadion, Durban Toeschouwers: 35.000 Scheidsrechter: Simanga Nhleko (SWZ) |

|                                                              |                    |       |                   |                                                                                        |
| 3 maart Vriendschappelijk № 269 «onderlinge duels» 20:30 uur | Zuid-Afrika        | 1 – 1 | Namibië           | Moses Mabhidastadion, Durban Toeschouwers: 35.000 Scheidsrechter: Dennis Nguluwe (MAW) |
| 3 maart Vriendschappelijk № 269 «onderlinge duels» 20:30 uur | Katlego Mphela 70' |       | 42' Rudolf Bester | Moses Mabhidastadion, Durban Toeschouwers: 35.000 Scheidsrechter: Dennis Nguluwe (MAW) |

|                                                               |                          |       |                        | |
| 31 maart Vriendschappelijk № 270 «onderlinge duels» 19:00 uur | Paraguay                 | 1 – 1 | Zuid-Afrika            | Estadio Defensores del Chaco, Asuncion Toeschouwers: 7.738 Scheidsrechter: Paulo de Oliveira (BRA) |
| 31 maart Vriendschappelijk № 270 «onderlinge duels» 19:00 uur | Marcelo Estigarribia 38' |       | 71' Siphiwe Tshabalala | Estadio Defensores del Chaco, Asuncion Toeschouwers: 7.738 Scheidsrechter: Paulo de Oliveira (BRA) |

|                                                               |             |       |             |                                                                            |
| 22 april Vriendschappelijk № 271 «onderlinge duels» 17:00 uur | Zuid-Afrika | 0 – 0 | Noord-Korea | Brita-Arena, Wiesbaden Toeschouwers: 628 Scheidsrechter: Felix Brych (GER) |
| 22 april Vriendschappelijk № 271 «onderlinge duels» 17:00 uur |             |       |             | Brita-Arena, Wiesbaden Toeschouwers: 628 Scheidsrechter: Felix Brych (GER) |

|                                                               |                                            |       |         |                                                                                              |
| 28 april Vriendschappelijk № 272 «onderlinge duels» 20:30 uur | Zuid-Afrika                                | 2 – 0 | Jamaica | Bieberer Bergstadion, Offenbach am Main Toeschouwers: 562 Scheidsrechter: Peter Sippel (GER) |
| 28 april Vriendschappelijk № 272 «onderlinge duels» 20:30 uur | Surprise Moriri 50' Siyabonga Nomvethe 85' |       |         | Bieberer Bergstadion, Offenbach am Main Toeschouwers: 562 Scheidsrechter: Peter Sippel (GER) |

|                                                             |                                                                                 |       |          |                                                                                        |
| 16 mei Vriendschappelijk № 273 «onderlinge duels» 15:00 uur | Zuid-Afrika                                                                     | 4 – 0 | Thailand | Mbombelastadion, Mbombela Toeschouwers: 30.000 Scheidsrechter: Langat Kipngetich (KEN) |
| 16 mei Vriendschappelijk № 273 «onderlinge duels» 15:00 uur | Siphiwe Tshabalala 23' Katlego Mphela 30' Katlego Mphela 34' Bernard Parker 89' |       |          | Mbombelastadion, Mbombela Toeschouwers: 30.000 Scheidsrechter: Langat Kipngetich (KEN) |

|                                                             |                        |       |                    |                                                                               |
| 24 mei Vriendschappelijk № 274 «onderlinge duels» 20:30 uur | Zuid-Afrika            | 1 – 1 | Bulgarije          | Orlandostadion, Soweto Toeschouwers: 25.000 Scheidsrechter: Kokou Fagla (TOG) |
| 24 mei Vriendschappelijk № 274 «onderlinge duels» 20:30 uur | Siyabonga Sangweni 19' |       | 31' Valeri Bojinov | Orlandostadion, Soweto Toeschouwers: 25.000 Scheidsrechter: Kokou Fagla (TOG) |

|                                                             |                                                  |       |                            |                                                                                        |
| 27 mei Vriendschappelijk № 275 «onderlinge duels» 20:30 uur | Zuid-Afrika                                      | 2 – 1 | Colombia                   | Soccer City, Johannesburg Toeschouwers: 76.000 Scheidsrechter: Langat Kipngetich (KEN) |
| 27 mei Vriendschappelijk № 275 «onderlinge duels» 20:30 uur | Teko Modise 16' (pen.) Katlego Mphela 58' (pen.) |       | 21' (pen.) Giovanni Moreno | Soccer City, Johannesburg Toeschouwers: 76.000 Scheidsrechter: Langat Kipngetich (KEN) |

|                                                             | |       |           |                                                                                             |
| 31 mei Vriendschappelijk № 276 «onderlinge duels» 20:30 uur | Zuid-Afrika | 5 – 0 | Guatemala | Peter Mokabastadion, Pietersburg Toeschouwers: 41.000 Scheidsrechter: Ibrahim Chaibou (NIG) |
| 31 mei Vriendschappelijk № 276 «onderlinge duels» 20:30 uur | Katlego Mphela 11' (pen.) Reneilwe Letsholonyane 26' Surprise Moriri 48' Katlego Mphela 56' Bernard Parker 82' |       |           | Peter Mokabastadion, Pietersburg Toeschouwers: 41.000 Scheidsrechter: Ibrahim Chaibou (NIG) |

|                                                             |                    |       |            |                                                                                                |
| 5 juni Vriendschappelijk № 277 «onderlinge duels» 14:15 uur | Zuid-Afrika        | 1 – 0 | Denemarken | Atteridgeville Super Stadium, Pretoria Toeschouwers: 28.000 Scheidsrechter: Matthew Dyer (RSA) |
| 5 juni Vriendschappelijk № 277 «onderlinge duels» 14:15 uur | Katlego Mphela 76' |       |            | Atteridgeville Super Stadium, Pretoria Toeschouwers: 28.000 Scheidsrechter: Matthew Dyer (RSA) |

| Wereldkampioenschap voetbal 2010 |
| -------------------------------- |

|                                                            |                        |       |                    |                                                                                      |
| 11 juni WK 2010 Groep A № 278 «onderlinge duels» 16:00 uur | Zuid-Afrika            | 1 – 1 | Mexico             | Soccer City, Johannesburg Toeschouwers: 84.490 Scheidsrechter: Ravshan Irmatov (OEZ) |
| 11 juni WK 2010 Groep A № 278 «onderlinge duels» 16:00 uur | Siphiwe Tshabalala 55' |       | 79' Rafael Márquez | Soccer City, Johannesburg Toeschouwers: 84.490 Scheidsrechter: Ravshan Irmatov (OEZ) |

|                                                            |             |                                                               |         |                                                                                      |
| 16 juni WK 2010 Groep A № 279 «onderlinge duels» 20:30 uur | Zuid-Afrika | 0 – 3                                                         | Uruguay | Loftus Versfeld, Pretoria Toeschouwers: 42.658 Scheidsrechter: Massimo Busacca (SUI) |
| 16 juni WK 2010 Groep A № 279 «onderlinge duels» 20:30 uur |             | 24' Diego Forlán 80' (pen.) Diego Forlán 90+5' Álvaro Pereira |         | Loftus Versfeld, Pretoria Toeschouwers: 42.658 Scheidsrechter: Massimo Busacca (SUI) |

|                                                                 |                     |       |                                        |                                                                                     |
| 22 juni WK-eindronde Groep A № 280 «onderlinge duels» 16:00 uur | Frankrijk           | 1 – 2 | Zuid-Afrika                            | Vrystaatstadion, Bloemfontein Toeschouwers: 39.415 Scheidsrechter: Óscar Ruiz (COL) |
| 22 juni WK-eindronde Groep A № 280 «onderlinge duels» 16:00 uur | Florent Malouda 70' |       | 20' Bongani Khumalo 37' Katlego Mphela | Vrystaatstadion, Bloemfontein Toeschouwers: 39.415 Scheidsrechter: Óscar Ruiz (COL) |

|  |  |  |  |  |  |  |  |  |

|                                                                  |                    |       |       |                                                                         |
| 11 augustus Vriendschappelijk № 281 «onderlinge duels» 19:30 uur | Zuid-Afrika        | 1 – 0 | Ghana | Soccer City, Johannesburg Toeschouwers: 45.000 Scheidsrechter: onbekend |
| 11 augustus Vriendschappelijk № 281 «onderlinge duels» 19:30 uur | Katlego Mphela 42' |       |       | Soccer City, Johannesburg Toeschouwers: 45.000 Scheidsrechter: onbekend |

|                                                                             |                                         |       |       |                                                                                          |
| 4 september Kwalificatie AK 2012 Groep G № 282 «onderlinge duels» 20:30 uur | Zuid-Afrika                             | 2 – 0 | Niger | Mbombelastadion, Mbombela Toeschouwers: 40.000 Scheidsrechter: Abdel Rahman Khalid (SUD) |
| 4 september Kwalificatie AK 2012 Groep G № 282 «onderlinge duels» 20:30 uur | Katlego Mphela 12' Bernard Parker 45+3' |       |       | Mbombelastadion, Mbombela Toeschouwers: 40.000 Scheidsrechter: Abdel Rahman Khalid (SUD) |

|                                                                            |              |       |             |                                                                                            |
| 10 oktober Kwalificatie AK 2012 Groep G № 283 «onderlinge duels» 16:30 uur | Sierra Leone | 0 – 0 | Zuid-Afrika | Nationaal stadion, Freetown Toeschouwers: 60.000 Scheidsrechter: Lemghaifry Ould Ali (MTN) |
| 10 oktober Kwalificatie AK 2012 Groep G № 283 «onderlinge duels» 16:30 uur |              |       |             | Nationaal stadion, Freetown Toeschouwers: 60.000 Scheidsrechter: Lemghaifry Ould Ali (MTN) |

|                                                                  |             |                  |                  |                                                                                       |
| 17 november Vriendschappelijk № 284 «onderlinge duels» 21:30 uur | Zuid-Afrika | 0 – 1            | Verenigde Staten | Groenpuntstadion, Kaapstad Toeschouwers: 52.000 Scheidsrechter: Sylvester Kirwa (KEN) |
| 17 november Vriendschappelijk № 284 «onderlinge duels» 21:30 uur |             | 85' Juan Agudelo |                  | Groenpuntstadion, Kaapstad Toeschouwers: 52.000 Scheidsrechter: Sylvester Kirwa (KEN) |

### 2011
|                                                                 |                                      |       |       |                                                                                            |
| 9 februari Vriendschappelijk № 285 «onderlinge duels» 20:30 uur | Zuid-Afrika                          | 2 – 0 | Kenia | Royal Bafokengstadion, Rustenburg Toeschouwers: 15.000 Scheidsrechter: Ruzive Ruzive (ZIM) |
| 9 februari Vriendschappelijk № 285 «onderlinge duels» 20:30 uur | Davide Somma 2' Steven Pienaar 45+1' |       |       | Royal Bafokengstadion, Rustenburg Toeschouwers: 15.000 Scheidsrechter: Ruzive Ruzive (ZIM) |

|                                                                          |                      |       |        |                                                                                    |
| 26 maart Kwalificatie AK 2012 Groep G № 286 «onderlinge duels» 20:00 uur | Zuid-Afrika          | 1 – 0 | Egypte | Ellispark, Johannesburg Toeschouwers: 55.000 Scheidsrechter: Koman Coulibaly (MLI) |
| 26 maart Kwalificatie AK 2012 Groep G № 286 «onderlinge duels» 20:00 uur | Katlego Mphela 90+3' |       |        | Ellispark, Johannesburg Toeschouwers: 55.000 Scheidsrechter: Koman Coulibaly (MLI) |

|                                                             |          |                        |             |                                                                                                |
| 14 mei Vriendschappelijk № 287 «onderlinge duels» 20:00 uur | Tanzania | 0 – 1                  | Zuid-Afrika | Benjamin Mkapastadion, Dar es Salaam Toeschouwers: 5.000 Scheidsrechter: Muhmed Ssegonga (UGA) |
| 14 mei Vriendschappelijk № 287 «onderlinge duels» 20:00 uur |          | 44' Siyabonga Sangweni |             | Benjamin Mkapastadion, Dar es Salaam Toeschouwers: 5.000 Scheidsrechter: Muhmed Ssegonga (UGA) |

|                                                                        |        |       |             |                                                                               |
| 5 juni Kwalificatie AK 2012 Groep G № 288 «onderlinge duels» 20:30 uur | Egypte | 0 – 0 | Zuid-Afrika | Al Salamstadion, Caïro Toeschouwers: 25.000 Scheidsrechter: Slim Jedidi (TUN) |
| 5 juni Kwalificatie AK 2012 Groep G № 288 «onderlinge duels» 20:30 uur |        |       |             | Al Salamstadion, Caïro Toeschouwers: 25.000 Scheidsrechter: Slim Jedidi (TUN) |

|                                                                  |                                                              |       |              |                                                                       |
| 10 augustus Vriendschappelijk № 289 «onderlinge duels» 20:00 uur | Zuid-Afrika                                                  | 3 – 0 | Burkina Faso | Ellispark, Johannesburg Toeschouwers: 10.000 Scheidsrechter: onbekend |
| 10 augustus Vriendschappelijk № 289 «onderlinge duels» 20:00 uur | Katlego Mphela 14' Siphiwe Tshabalala 19' Katlego Mphela 51' |       |              | Ellispark, Johannesburg Toeschouwers: 10.000 Scheidsrechter: onbekend |

|                                                                             |                                  |       |                 |                                                                                                 |
| 4 september Kwalificatie AK 2012 Groep G № 290 «onderlinge duels» 15:30 uur | Niger                            | 2 – 1 | Zuid-Afrika     | Stade Général Seyni Kountché, Niamey Toeschouwers: 35.000 Scheidsrechter: Djamel Haimoudi (ALG) |
| 4 september Kwalificatie AK 2012 Groep G № 290 «onderlinge duels» 15:30 uur | Koffi Kowa 10' Moussa Maâzou 47' |       | 70' Andile Jali | Stade Général Seyni Kountché, Niamey Toeschouwers: 35.000 Scheidsrechter: Djamel Haimoudi (ALG) |

|                                                                           |             |       |              |                                                                                      |
| 8 oktober Kwalificatie AK 2012 Groep G № 291 «onderlinge duels» 17:00 uur | Zuid-Afrika | 0 – 0 | Sierra Leone | Mbombelastadion, Mbombela Toeschouwers: onbekend Scheidsrechter: Kalyoto Ngosi (MAW) |
| 8 oktober Kwalificatie AK 2012 Groep G № 291 «onderlinge duels» 17:00 uur |             |       |              | Mbombelastadion, Mbombela Toeschouwers: onbekend Scheidsrechter: Kalyoto Ngosi (MAW) |

|                                                                  |                    |       |                          |                                                                                         |
| 12 november Vriendschappelijk № 292 «onderlinge duels» 13:15 uur | Zuid-Afrika        | 1 – 1 | Ivoorkust                | Nelson Mandelabaaistadion, Port Elizabeth Toeschouwers: 28.000 Scheidsrechter: onbekend |
| 12 november Vriendschappelijk № 292 «onderlinge duels» 13:15 uur | Katlego Mphela 53' |       | 36' (e.d.) Siboniso Gaxa | Nelson Mandelabaaistadion, Port Elizabeth Toeschouwers: 28.000 Scheidsrechter: onbekend |

|                                                                  |                                           |       |                     |                                                                                   |
| 15 november Vriendschappelijk № 293 «onderlinge duels» 19:00 uur | Zimbabwe                                  | 2 – 1 | Zuid-Afrika         | Rufarostadion, Harare Toeschouwers: 35.000 Scheidsrechter: Wellington Kaoma (ZAM) |
| 15 november Vriendschappelijk № 293 «onderlinge duels» 19:00 uur | Knowledge Musona 52' Knowledge Musona 62' |       | 28' Bradley Grobler | Rufarostadion, Harare Toeschouwers: 35.000 Scheidsrechter: Wellington Kaoma (ZAM) |

### 2012
|                                                                |                    |       |             |                                                                                       |
| 6 januari Vriendschappelijk № 294 «onderlinge duels» 17:00 uur | Equatoriaal-Guinea | 0 – 0 | Zuid-Afrika | Estadio de Bata, Bata Toeschouwers: onbekend Scheidsrechter: Eric Otogo-Castane (GAB) |
| 6 januari Vriendschappelijk № 294 «onderlinge duels» 17:00 uur |                    |       |             | Estadio de Bata, Bata Toeschouwers: onbekend Scheidsrechter: Eric Otogo-Castane (GAB) |

|                                                                  |             |       |         |                                                                                         |
| 29 februari Vriendschappelijk № 295 «onderlinge duels» 20:30 uur | Zuid-Afrika | 0 – 0 | Senegal | Moses Mabhidastadion, Durban Toeschouwers: onbekend Scheidsrechter: Ruzive Ruzive (ZIM) |
| 29 februari Vriendschappelijk № 295 «onderlinge duels» 20:30 uur |             |       |         | Moses Mabhidastadion, Durban Toeschouwers: onbekend Scheidsrechter: Ruzive Ruzive (ZIM) |

|                                                                        |                    |       |                  |                                                                                                  |
| 3 juni Kwalificatie WK 2014 Groep A № 296 «onderlinge duels» 15:00 uur | Zuid-Afrika        | 1 – 1 | Ethiopië         | Royal Bafokengstadion, Rustenburg Toeschouwers: 13.611 Scheidsrechter: Hamada Nampiandraza (MAD) |
| 3 juni Kwalificatie WK 2014 Groep A № 296 «onderlinge duels» 15:00 uur | Katlego Mphela 77' |       | 30' Saladin Said | Royal Bafokengstadion, Rustenburg Toeschouwers: 13.611 Scheidsrechter: Hamada Nampiandraza (MAD) |

|                                                                        |                  |       |                  | |
| 9 juni Kwalificatie WK 2014 Groep A № 297 «onderlinge duels» 15:00 uur | Botswana         | 1 – 1 | Zuid-Afrika      | Universiteit van Botswanastadion, Gaborone Toeschouwers: 7.500 Scheidsrechter: Mahamadou Keita (MLI) |
| 9 juni Kwalificatie WK 2014 Groep A № 297 «onderlinge duels» 15:00 uur | Ofentse Nato 38' |       | 14' Morgan Gould | Universiteit van Botswanastadion, Gaborone Toeschouwers: 7.500 Scheidsrechter: Mahamadou Keita (MLI) |

|                                                              |                                                                |       |       |                                                                                           |
| 15 juni Vriendschappelijk № 298 «onderlinge duels» 20:30 uur | Zuid-Afrika                                                    | 3 – 0 | Gabon | Mbombelastadion, Mbombela Toeschouwers: onbekend Scheidsrechter: Matheola Makhobalo (LES) |
| 15 juni Vriendschappelijk № 298 «onderlinge duels» 20:30 uur | Siphiwe Tshabalala 42' Tokelo Rantie 68' Mzikayise Mashaba 76' |       |       | Mbombelastadion, Mbombela Toeschouwers: onbekend Scheidsrechter: Matheola Makhobalo (LES) |

|                                                                  |          |       |             |                                                                                        |
| 7 september Vriendschappelijk № 299 «onderlinge duels» 20:30 uur | Brazilië | 1 – 0 | Zuid-Afrika | Estádio do Morumbi, São Paulo Toeschouwers: 51.500 Scheidsrechter: Néstor Pitana (ARG) |
| 7 september Vriendschappelijk № 299 «onderlinge duels» 20:30 uur | Hulk 75' |       |             | Estádio do Morumbi, São Paulo Toeschouwers: 51.500 Scheidsrechter: Néstor Pitana (ARG) |

|                                                                   |                                      |       |            |                                                                                          |
| 11 september Vriendschappelijk № 300 «onderlinge duels» 20:30 uur | Zuid-Afrika                          | 2 – 0 | Mozambique | Mbombelastadion, Mbombela Toeschouwers: onbekend Scheidsrechter: Mbongseni Fakudze (SWZ) |
| 11 september Vriendschappelijk № 300 «onderlinge duels» 20:30 uur | Bernard Parker 7' Bernard Parker 88' |       |            | Mbombelastadion, Mbombela Toeschouwers: onbekend Scheidsrechter: Mbongseni Fakudze (SWZ) |

|                                                                 |                       |       |             |                                                                                      |
| 12 oktober Vriendschappelijk № 301 «onderlinge duels» 19:30 uur | Polen                 | 1 – 0 | Zuid-Afrika | Nationaal stadion, Warschau Toeschouwers: 42.026 Scheidsrechter: Radek Příhoda (CZE) |
| 12 oktober Vriendschappelijk № 301 «onderlinge duels» 19:30 uur | Marcin Komorowski 82' |       |             | Nationaal stadion, Warschau Toeschouwers: 42.026 Scheidsrechter: Radek Příhoda (CZE) |

|                                                                 |                   |       |                                      |                                                                                       |
| 16 oktober Vriendschappelijk № 302 «onderlinge duels» 17:00 uur | Kenia             | 1 – 2 | Zuid-Afrika                          | Nationaal stadion, Nairobi Toeschouwers: onbekend Scheidsrechter: Charles Mbaga (TAN) |
| 16 oktober Vriendschappelijk № 302 «onderlinge duels» 17:00 uur | Dennis Oliech 72' |       | 20' Tokelo Rantie 75' Bernard Parker | Nationaal stadion, Nairobi Toeschouwers: onbekend Scheidsrechter: Charles Mbaga (TAN) |

|                                                                  |             |                     |        |                                                                                       |
| 14 november Vriendschappelijk № 303 «onderlinge duels» 18:00 uur | Zuid-Afrika | 0 – 1               | Zambia | Soccer City, Johannesburg Toeschouwers: onbekend Scheidsrechter: Simanga Nhleko (SWZ) |
| 14 november Vriendschappelijk № 303 «onderlinge duels» 18:00 uur |             | 64' Collins Mbesuma |        | Soccer City, Johannesburg Toeschouwers: onbekend Scheidsrechter: Simanga Nhleko (SWZ) |

|                                                                  |                                                                      |       |                            |                                                                                              |
| 22 december Vriendschappelijk № 304 «onderlinge duels» 18:00 uur | Zuid-Afrika                                                          | 3 – 1 | Malawi                     | Moses Mabhidastadion, Durban Toeschouwers: onbekend Scheidsrechter: José Maria Rachide (MOZ) |
| 22 december Vriendschappelijk № 304 «onderlinge duels» 18:00 uur | Lehlohonolo Majoro 6' Siphiwe Tshabalala 10' May Mahlangu 74' (pen.) |       | 48' (pen.) Joseph Kamwendo | Moses Mabhidastadion, Durban Toeschouwers: onbekend Scheidsrechter: José Maria Rachide (MOZ) |

### 2013
|                                                                |             |                       |           |                                                                                         |
| 8 januari Vriendschappelijk № 305 «onderlinge duels» 20:15 uur | Zuid-Afrika | 0 – 1                 | Noorwegen | Groenpuntstadion, Kaapstad Toeschouwers: 32.000 Scheidsrechter: Rainhold Shikongo (NAM) |
| 8 januari Vriendschappelijk № 305 «onderlinge duels» 20:15 uur |             | 41' Tarik Elyounoussi |           | Groenpuntstadion, Kaapstad Toeschouwers: 32.000 Scheidsrechter: Rainhold Shikongo (NAM) |

|                                                                 |             |       |          |                                                                                    |
| 12 januari Vriendschappelijk № 306 «onderlinge duels» 18:15 uur | Zuid-Afrika | 0 – 0 | Algerije | Orlandostadion, Johannesburg Toeschouwers: 14.558 Scheidsrechter: Osias Koto (LES) |
| 12 januari Vriendschappelijk № 306 «onderlinge duels» 18:15 uur |             |       |          | Orlandostadion, Johannesburg Toeschouwers: 14.558 Scheidsrechter: Osias Koto (LES) |

| Afrikaans kampioenschap voetbal 2013 |
| ------------------------------------ |

|                                                                               |             |       |            |                                                                                      |
| 19 januari Afrikaans kampioenschap Groep A № 307 «onderlinge duels» 18:00 uur | Zuid-Afrika | 0 – 0 | Kaapverdië | Soccer City, Johannesburg Toeschouwers: 50.000 Scheidsrechter: Djamel Haimoudi (ALG) |
| 19 januari Afrikaans kampioenschap Groep A № 307 «onderlinge duels» 18:00 uur |             |       |            | Soccer City, Johannesburg Toeschouwers: 50.000 Scheidsrechter: Djamel Haimoudi (ALG) |

|                                                                               |                                               |       |        |                                                                                         |
| 23 januari Afrikaans kampioenschap Groep A № 308 «onderlinge duels» 17:00 uur | Zuid-Afrika                                   | 2 – 0 | Angola | Moses Mabhidastadion, Durban Toeschouwers: 40.000 Scheidsrechter: Koman Coulibaly (MLI) |
| 23 januari Afrikaans kampioenschap Groep A № 308 «onderlinge duels» 17:00 uur | Siyabonga Sangweni 30' Lehlohonolo Majoro 61' |       |        | Moses Mabhidastadion, Durban Toeschouwers: 40.000 Scheidsrechter: Koman Coulibaly (MLI) |

|                                                                               |                                         |       |                                         |                                                                                        |
| 27 januari Afrikaans kampioenschap Groep A № 309 «onderlinge duels» 19:00 uur | Zuid-Afrika                             | 2 – 2 | Marokko                                 | Moses Mabhidastadion, Durban Toeschouwers: 45.000 Scheidsrechter: Bakary Gassama (GAM) |
| 27 januari Afrikaans kampioenschap Groep A № 309 «onderlinge duels» 19:00 uur | May Mahlangu 71' Siyabonga Sangweni 86' |       | 10' Issam El Adoua 82' Abdelilah Hafidi | Moses Mabhidastadion, Durban Toeschouwers: 45.000 Scheidsrechter: Bakary Gassama (GAM) |

|                                                                                   |                                                                |              |                                               |                                                                                     |
| 27 januari Afrikaans kampioenschap Kwartfinale № 310 «onderlinge duels» 20:30 uur | Zuid-Afrika                                                    | 1 – 1 (n.v.) | Mali                                          | Moses Mabhidastadion, Durban Toeschouwers: 45.000 Scheidsrechter: Sidi Alioum (CMR) |
| 27 januari Afrikaans kampioenschap Kwartfinale № 310 «onderlinge duels» 20:30 uur | Tokelo Rantie 31'                                              |              | 58' Seydou Keita                              | Moses Mabhidastadion, Durban Toeschouwers: 45.000 Scheidsrechter: Sidi Alioum (CMR) |
| 27 januari Afrikaans kampioenschap Kwartfinale № 310 «onderlinge duels» 20:30 uur | Strafschoppen                                                  |              |                                               | Moses Mabhidastadion, Durban Toeschouwers: 45.000 Scheidsrechter: Sidi Alioum (CMR) |
| 27 januari Afrikaans kampioenschap Kwartfinale № 310 «onderlinge duels» 20:30 uur | Siphiwe Tshabalala Dean Furman May Mahlangu Lehlohonolo Majoro | 1 – 3        | Cheick Diabaté Adama Tamboura Mahamane Traoré | Moses Mabhidastadion, Durban Toeschouwers: 45.000 Scheidsrechter: Sidi Alioum (CMR) |

|  |  |  |  |  |  |  |  |  |

|                                                                          |                                      |       |                               |                                                                                    |
| 23 maart Kwalificatie WK 2014 Groep A № 311 «onderlinge duels» 20:15 uur | Zuid-Afrika                          | 2 – 0 | Centraal-Afrikaanse Republiek | Groenpuntstadion, Kaapstad Toeschouwers: 36.740 Scheidsrechter: Ali Kalyango (UGA) |
| 23 maart Kwalificatie WK 2014 Groep A № 311 «onderlinge duels» 20:15 uur | Thabo Matlaba 34' Bernard Parker 70' |       |                               | Groenpuntstadion, Kaapstad Toeschouwers: 36.740 Scheidsrechter: Ali Kalyango (UGA) |

|                                                             |         |                                       |             |                                                                                  |
| 2 juni Vriendschappelijk № 312 «onderlinge duels» 15:00 uur | Lesotho | 0 – 2                                 | Zuid-Afrika | Setsotostadion, Maseru Toeschouwers: 13.000 Scheidsrechter: Nhleko Simanga (SWZ) |
| 2 juni Vriendschappelijk № 312 «onderlinge duels» 15:00 uur |         | 45+1' Tlou Segolela 60' Tlou Segolela |             | Setsotostadion, Maseru Toeschouwers: 13.000 Scheidsrechter: Nhleko Simanga (SWZ) |

|                                                                        |                               |                                                               |             |                                                                                        |
| 8 juni Kwalificatie WK 2014 Groep A № 313 «onderlinge duels» 15:00 uur | Centraal-Afrikaanse Republiek | 0 – 3                                                         | Zuid-Afrika | Stade Ahmadou Ahidjo, Yaoundé Toeschouwers: 7.000 Scheidsrechter: William Agbovi (GHA) |
| 8 juni Kwalificatie WK 2014 Groep A № 313 «onderlinge duels» 15:00 uur |                               | 26' Bernard Parker 41' Siphiwe Tshabalala 90' Katlego Mashego |             | Stade Ahmadou Ahidjo, Yaoundé Toeschouwers: 7.000 Scheidsrechter: William Agbovi (GHA) |

|                                                                         |                                              |       |                    |                                                                                           |
| 16 juni Kwalificatie WK 2014 Groep A № 314 «onderlinge duels» 16:00 uur | Ethiopië                                     | 2 – 1 | Zuid-Afrika        | Addis Abebastadion, Addis Abeba Toeschouwers: 22.000 Scheidsrechter: Mohamed Farouk (EGY) |
| 16 juni Kwalificatie WK 2014 Groep A № 314 «onderlinge duels» 16:00 uur | Getaneh Kebede 42' Bernard Parker 70' (e.d.) |       | 33' Bernard Parker | Addis Abebastadion, Addis Abeba Toeschouwers: 22.000 Scheidsrechter: Mohamed Farouk (EGY) |

|                                                                   |                                         |       |                            |                                                                               |
| 13 juli COSAFA Cup Kwartfinale № 315 «onderlinge duels» 15:30 uur | Zuid-Afrika                             | 2 – 1 | Namibië                    | Nkolomastadion, Lusaka Toeschouwers: 7.500 Scheidsrechter: Joshua Bondo (BOT) |
| 13 juli COSAFA Cup Kwartfinale № 315 «onderlinge duels» 15:30 uur | Jabulani Shongwe 48' Hlompho Kekana 63' |       | 73' (pen.) Willy Stephanus | Nkolomastadion, Lusaka Toeschouwers: 7.500 Scheidsrechter: Joshua Bondo (BOT) |

|                                                                    |                                                                       |              |                                                                     |                                                                                      |
| 17 juli COSAFA Cup Halve finale № 316 «onderlinge duels» 20:00 uur | Zuid-Afrika                                                           | 0 – 0 (n.v.) | Zambia                                                              | Levy Mwanawasastadion, Ndola Toeschouwers: 35.000 Scheidsrechter: Joshua Bondo (BOT) |
| 17 juli COSAFA Cup Halve finale № 316 «onderlinge duels» 20:00 uur |                                                                       |              |                                                                     | Levy Mwanawasastadion, Ndola Toeschouwers: 35.000 Scheidsrechter: Joshua Bondo (BOT) |
| 17 juli COSAFA Cup Halve finale № 316 «onderlinge duels» 20:00 uur | Strafschoppen                                                         |              |                                                                     | Levy Mwanawasastadion, Ndola Toeschouwers: 35.000 Scheidsrechter: Joshua Bondo (BOT) |
| 17 juli COSAFA Cup Halve finale № 316 «onderlinge duels» 20:00 uur | Thulani Hlatshwayo Lebogang Manyama Lerato Chabangu Mzikayise Mashaba | 3 – 5        | Alex N'gonga Bornwell Mwape Moses Phiri Kabaso Chongo Bronson Chama | Levy Mwanawasastadion, Ndola Toeschouwers: 35.000 Scheidsrechter: Joshua Bondo (BOT) |

|                                                                    |                        |       |                                       |                                                                                     |
| 20 juli COSAFA Cup Troostfinale № 317 «onderlinge duels» 13:00 uur | Lesotho                | 1 – 2 | Zuid-Afrika                           | Levy Mwanawasastadion, Ndola Toeschouwers: 7.500 Scheidsrechter: Joshua Bondo (BOT) |
| 20 juli COSAFA Cup Troostfinale № 317 «onderlinge duels» 13:00 uur | Tlali Maile 22' (pen.) |       | 44' Mandla Masango 54' Hlompho Kekana | Levy Mwanawasastadion, Ndola Toeschouwers: 7.500 Scheidsrechter: Joshua Bondo (BOT) |

|                                                                  |             |                                 |         |                                                                                       |
| 14 augustus Vriendschappelijk № 318 «onderlinge duels» 20:15 uur | Zuid-Afrika | 0 – 2                           | Nigeria | Moses Mabhidastadion, Durban Toeschouwers: 16.000 Scheidsrechter: Ruzive Ruzive (ZIM) |
| 14 augustus Vriendschappelijk № 318 «onderlinge duels» 20:15 uur |             | 49' Uche Nwofor 68' Uche Nwofor |         | Moses Mabhidastadion, Durban Toeschouwers: 16.000 Scheidsrechter: Ruzive Ruzive (ZIM) |

|                                                                  |                                               |       |              |                                                                                      |
| 17 augustus Vriendschappelijk № 319 «onderlinge duels» 13:30 uur | Zuid-Afrika                                   | 2 – 0 | Burkina Faso | Soccer City, Johannesburg Toeschouwers: 13.000 Scheidsrechter: Norman Matemara (ZIM) |
| 17 augustus Vriendschappelijk № 319 «onderlinge duels» 13:30 uur | Siphiwe Tshabalala 22' Luyola Nomandela 90+3' |       |              | Soccer City, Johannesburg Toeschouwers: 13.000 Scheidsrechter: Norman Matemara (ZIM) |

|                                                                             |                                                                          |       |                          |                                                                                       |
| 7 september Kwalificatie WK 2014 Groep A № 320 «onderlinge duels» 15:30 uur | Zuid-Afrika                                                              | 4 – 1 | Botswana                 | Moses Mabhidastadion, Durban Toeschouwers: 28.712 Scheidsrechter: Badara Diatta (SEN) |
| 7 september Kwalificatie WK 2014 Groep A № 320 «onderlinge duels» 15:30 uur | Kermit Erasmus 28' Dean Furman 45' Bernard Parker 84' Bernard Parker 89' |       | 73' Jerome Ramatlhakwane | Moses Mabhidastadion, Durban Toeschouwers: 28.712 Scheidsrechter: Badara Diatta (SEN) |

|                                                                   |                      |       |                                              |                                                                                            |
| 10 september Vriendschappelijk № 321 «onderlinge duels» 20:30 uur | Zuid-Afrika          | 1 – 2 | Zimbabwe                                     | Orlandostadion, Johannesburg Toeschouwers: onbekend Scheidsrechter: Tirelo Mositwane (BOT) |
| 10 september Vriendschappelijk № 321 «onderlinge duels» 20:30 uur | Bernard Parker 90+6' |       | 52' Knowledge Musona 90+5' Cuthbert Malajila | Orlandostadion, Johannesburg Toeschouwers: onbekend Scheidsrechter: Tirelo Mositwane (BOT) |

|                                                                 |                    |       |                  |                                                                               |
| 11 oktober Vriendschappelijk № 322 «onderlinge duels» 20:00 uur | Marokko            | 1 – 1 | Zuid-Afrika      | Stade Adrar, Agadir Toeschouwers: 44.000 Scheidsrechter: Slim Belkhouas (TUN) |
| 11 oktober Vriendschappelijk № 322 «onderlinge duels» 20:00 uur | Issam El Adoua 50' |       | 9' Tokelo Rantie | Stade Adrar, Agadir Toeschouwers: 44.000 Scheidsrechter: Slim Belkhouas (TUN) |

|                                                                  |           |                                                                |             |                                                                                        |
| 15 november Vriendschappelijk № 323 «onderlinge duels» 20:30 uur | Swaziland | 0 – 3                                                          | Zuid-Afrika | Somhlolostadion, Lobamba Toeschouwers: 10.000 Scheidsrechter: José Maria Rachide (MOZ) |
| 15 november Vriendschappelijk № 323 «onderlinge duels» 20:30 uur |           | 48' Reneilwe Letsholonyane 49' Bongani Zungu 63' Thabo Nthethe |             | Somhlolostadion, Lobamba Toeschouwers: 10.000 Scheidsrechter: José Maria Rachide (MOZ) |

|                                                                  |                    |       |        |                                                                                  |
| 19 november Vriendschappelijk № 324 «onderlinge duels» 21:00 uur | Zuid-Afrika        | 1 – 0 | Spanje | Soccer City, Johannesburg Toeschouwers: 36.000 Scheidsrechter: Osiase Koto (LES) |
| 19 november Vriendschappelijk № 324 «onderlinge duels» 21:00 uur | Bernard Parker 56' |       |        | Soccer City, Johannesburg Toeschouwers: 36.000 Scheidsrechter: Osiase Koto (LES) |

### 2014
| African Championship of Nations 2014 |
| ------------------------------------ |

|                                                                                       |                                                                 |       |            |                                                                                    |
| 11 januari African Championship of Nations Groep A № 325 «onderlinge duels» 18:00 uur | Zuid-Afrika                                                     | 3 – 1 | Mozambique | Groenpuntstadion, Kaapstad Toeschouwers: 26.328 Scheidsrechter: Gehad Grisha (EGY) |
| 11 januari African Championship of Nations Groep A № 325 «onderlinge duels» 18:00 uur | Bernard Parker 30' (pen.) Hlompho Kekana 58' Bernard Parker 82' |       | 11' Diogo  | Groenpuntstadion, Kaapstad Toeschouwers: 26.328 Scheidsrechter: Gehad Grisha (EGY) |

|                                                                                       |                           |       |                       |                                                                                     |
| 15 januari African Championship of Nations Groep A № 326 «onderlinge duels» 17:00 uur | Zuid-Afrika               | 1 – 1 | Mali                  | Groenpuntstadion, Kaapstad Toeschouwers: 20.000 Scheidsrechter: Mal Mohamadou (CMR) |
| 15 januari African Championship of Nations Groep A № 326 «onderlinge duels» 17:00 uur | Bernard Parker 25' (pen.) |       | 54' Ibourahima Sidibé | Groenpuntstadion, Kaapstad Toeschouwers: 20.000 Scheidsrechter: Mal Mohamadou (CMR) |

|                                                                                       |                                                            |       |                           |                                                                                       |
| 19 januari African Championship of Nations Groep A № 327 «onderlinge duels» 19:00 uur | Nigeria                                                    | 3 – 1 | Zuid-Afrika               | Groenpuntstadion, Kaapstad Toeschouwers: 35.000 Scheidsrechter: Mohamed Benouza (ALG) |
| 19 januari African Championship of Nations Groep A № 327 «onderlinge duels» 19:00 uur | Ejike Uzoenyi 22' Ifeanyi Ede 32' (pen.) Ejike Uzoenyi 64' |       | 81' (pen.) Bernard Parker | Groenpuntstadion, Kaapstad Toeschouwers: 35.000 Scheidsrechter: Mohamed Benouza (ALG) |

|  |  |  |  |  |  |  |  |  |

|                                                              |             |                                                            |          |                                                                                     |
| 5 maart Vriendschappelijk № 328 «onderlinge duels» 17:00 uur | Zuid-Afrika | 0 – 5                                                      | Brazilië | Soccer City, Johannesburg Toeschouwers: 51.083 Scheidsrechter: António Caxala (ANG) |
| 5 maart Vriendschappelijk № 328 «onderlinge duels» 17:00 uur |             | 10' Oscar 41' Neymar 46' Neymar 79' Fernandinho 90' Neymar |          | Soccer City, Johannesburg Toeschouwers: 51.083 Scheidsrechter: António Caxala (ANG) |

|                                                             |                |       |                   |                                                                               |
| 26 mei Vriendschappelijk № 329 «onderlinge duels» 19:30 uur | Australië      | 1 – 1 | Zuid-Afrika       | ANZ Stadium, Sydney Toeschouwers: 50.459 Scheidsrechter: Kim Jong-hyeok (KOR) |
| 26 mei Vriendschappelijk № 329 «onderlinge duels» 19:30 uur | Tim Cahill 14' |       | 13' Ayanda Patosi | ANZ Stadium, Sydney Toeschouwers: 50.459 Scheidsrechter: Kim Jong-hyeok (KOR) |

|                                                             |               |       |             |                                                                                    |
| 30 mei Vriendschappelijk № 330 «onderlinge duels» 20:30 uur | Nieuw-Zeeland | 0 – 0 | Zuid-Afrika | Mt Smart Stadium, Auckland Toeschouwers: 9.266 Scheidsrechter: Jarred Gillet (AUS) |
| 30 mei Vriendschappelijk № 330 «onderlinge duels» 20:30 uur |               |       |             | Mt Smart Stadium, Auckland Toeschouwers: 9.266 Scheidsrechter: Jarred Gillet (AUS) |

|                                                                             |        |                                                                 |             |                                                                                             |
| 5 september Kwalificatie AK 2015 Groep A № 331 «onderlinge duels» 20:00 uur | Soedan | 0 – 3                                                           | Zuid-Afrika | Al-Merreikhstadion, Omdurman Toeschouwers: onbekend Scheidsrechter: Mehdi Abid Charef (ALG) |
| 5 september Kwalificatie AK 2015 Groep A № 331 «onderlinge duels» 20:00 uur |        | 55' Sibusiso Vilakazi 62' Sibusiso Vilakazi 79' Bongani Ndulula |             | Al-Merreikhstadion, Omdurman Toeschouwers: onbekend Scheidsrechter: Mehdi Abid Charef (ALG) |

|                                                                              |             |       |         |                                                                                      |
| 10 september Kwalificatie AK 2015 Groep A № 332 «onderlinge duels» 20:00 uur | Zuid-Afrika | 0 – 0 | Nigeria | Groenpuntstadion, Kaapstad Toeschouwers: onbekend Scheidsrechter: Joshua Bondo (BOT) |
| 10 september Kwalificatie AK 2015 Groep A № 332 «onderlinge duels» 20:00 uur |             |       |         | Groenpuntstadion, Kaapstad Toeschouwers: onbekend Scheidsrechter: Joshua Bondo (BOT) |

|                                                                            |                   |                                       |             |                                                                                               |
| 11 oktober Kwalificatie AK 2015 Groep A № 333 «onderlinge duels» 15:30 uur | Congo-Brazzaville | 0 – 2                                 | Zuid-Afrika | Stade Municipal, Pointe-Noire Toeschouwers: onbekend Scheidsrechter: Bouchaïb El Ahrach (MAR) |
| 11 oktober Kwalificatie AK 2015 Groep A № 333 «onderlinge duels» 15:30 uur |                   | 52' Bongani Ndulula 54' Tokelo Rantie |             | Stade Municipal, Pointe-Noire Toeschouwers: onbekend Scheidsrechter: Bouchaïb El Ahrach (MAR) |

|                                                                            |             |       |                   |                                                                                             |
| 15 oktober Kwalificatie AK 2015 Groep A № 334 «onderlinge duels» 20:00 uur | Zuid-Afrika | 0 – 0 | Congo-Brazzaville | Peter Mokabastadion, Pietersburg Toeschouwers: onbekend Scheidsrechter: Badara Diatta (SEN) |
| 15 oktober Kwalificatie AK 2015 Groep A № 334 «onderlinge duels» 20:00 uur |             |       |                   | Peter Mokabastadion, Pietersburg Toeschouwers: onbekend Scheidsrechter: Badara Diatta (SEN) |

|                                                                             |                                      |       |                   |                                                                                           |
| 15 november Kwalificatie AK 2015 Groep A № 335 «onderlinge duels» 15:00 uur | Zuid-Afrika                          | 2 – 1 | Soedan            | Moses Mabhidastadion, Durban Toeschouwers: onbekend Scheidsrechter: Mohamed Benouza (ALG) |
| 15 november Kwalificatie AK 2015 Groep A № 335 «onderlinge duels» 15:00 uur | Thulani Serero 39' Tokelo Rantie 53' |       | 77' Ibrahim Salah | Moses Mabhidastadion, Durban Toeschouwers: onbekend Scheidsrechter: Mohamed Benouza (ALG) |

|                                                                             |                                 |       |                                     |                                                                                            |
| 19 november Kwalificatie AK 2015 Groep A № 336 «onderlinge duels» 15:00 uur | Nigeria                         | 2 – 2 | Zuid-Afrika                         | Akwa Ibomstadion, Uyo Toeschouwers: onbekend Scheidsrechter: Rajindraparsad Seechurn (MRI) |
| 19 november Kwalificatie AK 2015 Groep A № 336 «onderlinge duels» 15:00 uur | Sone Aluko 68' Sone Aluko 90+4' |       | 42' Tokelo Rantie 48' Tokelo Rantie | Akwa Ibomstadion, Uyo Toeschouwers: onbekend Scheidsrechter: Rajindraparsad Seechurn (MRI) |

|                                                                  |                                  |       |           |                                                                                       |
| 30 november Vriendschappelijk № 337 «onderlinge duels» 15:00 uur | Zuid-Afrika                      | 2 – 0 | Ivoorkust | Mbombelastadion, Mbombela Toeschouwers: 10.000 Scheidsrechter: Tirelo Mositwane (BOT) |
| 30 november Vriendschappelijk № 337 «onderlinge duels» 15:00 uur | Bongani Zungu 31' David Zulu 52' |       |           | Mbombelastadion, Mbombela Toeschouwers: 10.000 Scheidsrechter: Tirelo Mositwane (BOT) |

### 2015
|                                                                |                 |       |        |                                                                                           |
| 4 januari Vriendschappelijk № 338 «onderlinge duels» 16:00 uur | Zuid-Afrika     | 1 – 0 | Zambia | Orlandostadion, Johannesburg Toeschouwers: 30.000 Scheidsrechter: Mbongseni Fakudze (SWZ) |
| 4 januari Vriendschappelijk № 338 «onderlinge duels» 16:00 uur | Thuso Phala 81' |       |        | Orlandostadion, Johannesburg Toeschouwers: 30.000 Scheidsrechter: Mbongseni Fakudze (SWZ) |

|                                                                 |                      |       |                       |                                                                                       |
| 10 januari Vriendschappelijk № 339 «onderlinge duels» 20:00 uur | Kameroen             | 1 – 1 | Zuid-Afrika           | Stade d'Angondjé, Libreville Toeschouwers: 7.000 Scheidsrechter: Rigobert Ndong (GAB) |
| 10 januari Vriendschappelijk № 339 «onderlinge duels» 20:00 uur | Vincent Aboubakar 7' |       | 76' Sibusiso Vilakazi | Stade d'Angondjé, Libreville Toeschouwers: 7.000 Scheidsrechter: Rigobert Ndong (GAB) |

|                                                                 |      |                                                              |             | |
| 14 januari Vriendschappelijk № 340 «onderlinge duels» 16:00 uur | Mali | 0 – 3                                                        | Zuid-Afrika | Stade Augustin Monédan de Sibang, Libreville Toeschouwers: 5.000 Scheidsrechter: Yves Roponat (GAB) |
| 14 januari Vriendschappelijk № 340 «onderlinge duels» 16:00 uur |      | 37' Thulani Hlatshwayo 82' Sibusiso Vilakazi 85' Dean Furman |             | Stade Augustin Monédan de Sibang, Libreville Toeschouwers: 5.000 Scheidsrechter: Yves Roponat (GAB) |

| Afrikaans kampioenschap |
| ----------------------- |

|                                                                               |                                                                    |       |                 |                                                                                        |
| 19 januari Afrikaans kampioenschap Groep C № 341 «onderlinge duels» 20:00 uur | Algerije                                                           | 3 – 1 | Zuid-Afrika     | Estadio de Mongomo, Mongomo Toeschouwers: 12.788 Scheidsrechter: Noumandiez Doué (CIV) |
| 19 januari Afrikaans kampioenschap Groep C № 341 «onderlinge duels» 20:00 uur | Thulani Hlatshwayo 68' (e.d.) Faouzi Ghoulam 73' Islam Slimani 84' |       | 51' Thuso Phala | Estadio de Mongomo, Mongomo Toeschouwers: 12.788 Scheidsrechter: Noumandiez Doué (CIV) |

|                                                                               |                  |       |                   |                                                                                       |
| 23 januari Afrikaans kampioenschap Groep C № 342 «onderlinge duels» 20:00 uur | Zuid-Afrika      | 1 – 1 | Senegal           | Estadio de Mongomo, Mongomo Toeschouwers: 13.674 Scheidsrechter: Ali Lemghaifry (MTN) |
| 23 januari Afrikaans kampioenschap Groep C № 342 «onderlinge duels» 20:00 uur | Oupa Manyisa 47' |       | 60' Serigne Mbodj | Estadio de Mongomo, Mongomo Toeschouwers: 13.674 Scheidsrechter: Ali Lemghaifry (MTN) |

|                                                                               |                    |       |                              |                                                                                            |
| 27 januari Afrikaans kampioenschap Groep C № 343 «onderlinge duels» 19:00 uur | Zuid-Afrika        | 1 – 2 | Ghana                        | Estadio de Mongomo, Mongomo Toeschouwers: 13.670 Scheidsrechter: Hamada Nampiandraza (MAD) |
| 27 januari Afrikaans kampioenschap Groep C № 343 «onderlinge duels» 19:00 uur | Mandla Masango 17' |       | 73' John Boye 83' André Ayew | Estadio de Mongomo, Mongomo Toeschouwers: 13.670 Scheidsrechter: Hamada Nampiandraza (MAD) |

|  |  |  |  |  |  |  |  |  |

|                                                               |                      |       |                                                              |                                                                                    |
| 25 maart Vriendschappelijk № 344 «onderlinge duels» 19:00 uur | Swaziland            | 1 – 3 | Zuid-Afrika                                                  | Somhlolostadion, Lobamba Toeschouwers: 7.000 Scheidsrechter: Samuel Chirinda (MOZ) |
| 25 maart Vriendschappelijk № 344 «onderlinge duels» 19:00 uur | Felix Badenhorst 65' |       | 51' Thulani Hlatshwayo 52' Thabo Mnyamane 86' Mandla Masango | Somhlolostadion, Lobamba Toeschouwers: 7.000 Scheidsrechter: Samuel Chirinda (MOZ) |

|                                                               |                     |       |                |                                                                                    |
| 29 maart Vriendschappelijk № 345 «onderlinge duels» 16:30 uur | Zuid-Afrika         | 1 – 1 | Nigeria        | Mbombelastadion, Mbombela Toeschouwers: 18.526 Scheidsrechter: Janny Sikazwe (ZAM) |
| 29 maart Vriendschappelijk № 345 «onderlinge duels» 16:30 uur | Bongani Zungu 90+3' |       | 85' Ahmed Musa | Mbombelastadion, Mbombela Toeschouwers: 18.526 Scheidsrechter: Janny Sikazwe (ZAM) |

|                                                             |         |       |             |                                                                   |
| 14 mei Vriendschappelijk № 346 «onderlinge duels» 16:00 uur | Lesotho | 0 – 0 | Zuid-Afrika | Setsotostadion, Maseru Toeschouwers: 500 Scheidsrechter: onbekend |
| 14 mei Vriendschappelijk № 346 «onderlinge duels» 16:00 uur |         |       |             | Setsotostadion, Maseru Toeschouwers: 500 Scheidsrechter: onbekend |

|                                                             |                         |       |                            |                                                                   |
| 16 mei Vriendschappelijk № 347 «onderlinge duels» 16:45 uur | Lesotho                 | 1 – 1 | Zuid-Afrika                | Setsotostadion, Maseru Toeschouwers: 500 Scheidsrechter: onbekend |
| 16 mei Vriendschappelijk № 347 «onderlinge duels» 16:45 uur | Motlalepula Chabeli 70' |       | 85' (pen.) Clayton Daniels | Setsotostadion, Maseru Toeschouwers: 500 Scheidsrechter: onbekend |

|                                                             |                                        |       |                  |                                                                            |
| 22 mei Vriendschappelijk № 348 «onderlinge duels» 18:30 uur | Zuid-Afrika                            | 2 – 1 | Malawi           | Mogwasestadion, Rustenburg Toeschouwers: onbekend Scheidsrechter: onbekend |
| 22 mei Vriendschappelijk № 348 «onderlinge duels» 18:30 uur | Tlou Segolela 15' Phumelele Bhengu 24' |       | 63' Gerald Phiri | Mogwasestadion, Rustenburg Toeschouwers: onbekend Scheidsrechter: onbekend |

|                                                                  | |              | |                                                                                       |
| 24 mei COSAFA Cup Kwartfinale № 349 «onderlinge duels» 16:45 uur | Zuid-Afrika | 0 – 0 (n.v.) | Botswana | Morulengstadion, Saulspoort Toeschouwers: onbekend Scheidsrechter: Wisdom Chewe (ZAM) |
| 24 mei COSAFA Cup Kwartfinale № 349 «onderlinge duels» 16:45 uur | |              | | Morulengstadion, Saulspoort Toeschouwers: onbekend Scheidsrechter: Wisdom Chewe (ZAM) |
| 24 mei COSAFA Cup Kwartfinale № 349 «onderlinge duels» 16:45 uur | Strafschoppen |              | | Morulengstadion, Saulspoort Toeschouwers: onbekend Scheidsrechter: Wisdom Chewe (ZAM) |
| 24 mei COSAFA Cup Kwartfinale № 349 «onderlinge duels» 16:45 uur | Carl Lark Clayton Daniels Marc van Heerden Gift Motupa Thapelo Morena Tlou Segolela Mojeka Madisha Kwanda Mngonyama | 6 – 7        | Ofentse Nato Mpho Kgaswane Joel Mogorosi Hendrick Moyo Kabelo Dambe Oteng Legwaila Katlego Koobake Mosha Gaolaolwe | Morulengstadion, Saulspoort Toeschouwers: onbekend Scheidsrechter: Wisdom Chewe (ZAM) |

|                                                                           |                                                                                                |              |                                                                                   |                                                                                          |
| 24 mei COSAFA Cup Bronzen halve finale № 350 «onderlinge duels» 19:30 uur | Zuid-Afrika                                                                                    | 0 – 0 (n.v.) | Malawi                                                                            | Morulengstadion, Saulspoort Toeschouwers: onbekend Scheidsrechter: Norman Matemera (ZIM) |
| 24 mei COSAFA Cup Bronzen halve finale № 350 «onderlinge duels» 19:30 uur |                                                                                                |              |                                                                                   | Morulengstadion, Saulspoort Toeschouwers: onbekend Scheidsrechter: Norman Matemera (ZIM) |
| 24 mei COSAFA Cup Bronzen halve finale № 350 «onderlinge duels» 19:30 uur | Strafschoppen                                                                                  |              |                                                                                   | Morulengstadion, Saulspoort Toeschouwers: onbekend Scheidsrechter: Norman Matemera (ZIM) |
| 24 mei COSAFA Cup Bronzen halve finale № 350 «onderlinge duels» 19:30 uur | Clayton Daniels Mduduzi Nyanda Motjeka Madisha Mark van Heerden Lebo Manayama Siyabonga Nhlapo | 4 – 5        | Frank Banda Limbikani Mzava Zicco Mkanda Mician Mhone Lucky Malata Robin Ngalande | Morulengstadion, Saulspoort Toeschouwers: onbekend Scheidsrechter: Norman Matemera (ZIM) |

|                                                                         |             |       |        |                                                                                               |
| 13 juni Kwalificatie AK 2017 Groep M № 351 «onderlinge duels» 19:00 uur | Zuid-Afrika | 0 – 0 | Gambia | Moses Mabhidastadion, Durban Toeschouwers: onbekend Scheidsrechter: Hamada Nampiandraza (MAD) |
| 13 juni Kwalificatie AK 2017 Groep M № 351 «onderlinge duels» 19:00 uur |             |       |        | Moses Mabhidastadion, Durban Toeschouwers: onbekend Scheidsrechter: Hamada Nampiandraza (MAD) |

|                                                              |                                          |       |                          |                                                                                   |
| 16 juni Vriendschappelijk № 352 «onderlinge duels» 16:00 uur | Zuid-Afrika                              | 2 – 1 | Angola                   | Groenpuntstadion, Kaapstad Toeschouwers: 8.112 Scheidsrechter: Sentso Mohau (LES) |
| 16 juni Vriendschappelijk № 352 «onderlinge duels» 16:00 uur | Thamsanqa Gabuza 45+1' Ayanda Patosi 68' |       | 25' Alexander Christovão | Groenpuntstadion, Kaapstad Toeschouwers: 8.112 Scheidsrechter: Sentso Mohau (LES) |

|                                                                              |                                                                        |       |           |                                                                              |
| 20 juni Kwalificatie African Championship № 353 «onderlinge duels» 15:00 uur | Zuid-Afrika                                                            | 3 – 0 | Mauritius | Orlandostadion, Johannesburg Toeschouwers: onbekend Scheidsrechter: onbekend |
| 20 juni Kwalificatie African Championship № 353 «onderlinge duels» 15:00 uur | Thamsanqa Gabuza 25' Siphelele Ntshangase 27' Siphelele Ntshangase 44' |       |           | Orlandostadion, Johannesburg Toeschouwers: onbekend Scheidsrechter: onbekend |

|                                                                             |           |                                            |             |                                                                             |
| 5 juli Kwalificatie African Championship № 354 «onderlinge duels» 15:00 uur | Mauritius | 0 – 2                                      | Zuid-Afrika | Stade Anjalay, Mapou Toeschouwers: 2.500 Scheidsrechter: Wisdom Chewe (ZAM) |
| 5 juli Kwalificatie African Championship № 354 «onderlinge duels» 15:00 uur |           | 69' Mandla Masango 84' Wandisile Letlabika |             | Stade Anjalay, Mapou Toeschouwers: 2.500 Scheidsrechter: Wisdom Chewe (ZAM) |

|                                                                             |                                                           |       |                      |                                                                                    |
| 5 september Kwalificatie AK 2017 Groep M № 355 «onderlinge duels» 17:00 uur | Mauritanië                                                | 3 – 1 | Zuid-Afrika          | Stade Olympique, Nouakchott Toeschouwers: 2.500 Scheidsrechter: Daouda Gueye (SEN) |
| 5 september Kwalificatie AK 2017 Groep M № 355 «onderlinge duels» 17:00 uur | Aly Abeid 5' Boubacar Bagili 77' Cheikh Moulaye Ahmed 85' |       | 68' Thamsanqa Gabuza | Stade Olympique, Nouakchott Toeschouwers: 2.500 Scheidsrechter: Daouda Gueye (SEN) |

|                                                                  |                 |       |         |                                                                                           |
| 8 september Vriendschappelijk № 356 «onderlinge duels» 20:00 uur | Zuid-Afrika     | 1 – 0 | Senegal | Orlandostadion, Johannesburg Toeschouwers: 8.000 Scheidsrechter: Eric Otogo-Castane (GAB) |
| 8 september Vriendschappelijk № 356 «onderlinge duels» 20:00 uur | Mpho Makola 78' |       |         | Orlandostadion, Johannesburg Toeschouwers: 8.000 Scheidsrechter: Eric Otogo-Castane (GAB) |

|                                                                |            |                 |             |                                                                                          |
| 8 oktober Vriendschappelijk № 357 «onderlinge duels» 20:00 uur | Costa Rica | 0 – 1           | Zuid-Afrika | Estadio Nacional, San José Toeschouwers: 35.000 Scheidsrechter: José Peñaloza Soto (MEX) |
| 8 oktober Vriendschappelijk № 357 «onderlinge duels» 20:00 uur |            | 10' Andile Jali |             | Estadio Nacional, San José Toeschouwers: 35.000 Scheidsrechter: José Peñaloza Soto (MEX) |

|                                                                 |                  |       |                 | |
| 13 oktober Vriendschappelijk № 358 «onderlinge duels» 18:00 uur | Honduras         | 1 – 1 | Zuid-Afrika     | Estadio Olímpico Metropolitano, San Pedro Sula Toeschouwers: 7.000 Scheidsrechter: John Pitti (PAN) |
| 13 oktober Vriendschappelijk № 358 «onderlinge duels» 18:00 uur | Erick Andino 13' |       | 8' Eric Mathoho | Estadio Olímpico Metropolitano, San Pedro Sula Toeschouwers: 7.000 Scheidsrechter: John Pitti (PAN) |

|                                                                 |             |                          |        |                                                                     |
| 17 oktober Vriendschappelijk № 359 «onderlinge duels» 14:00 uur | Zuid-Afrika | 0 – 2                    | Angola | Rand Stadion, Johannesburg Scheidsrechter: Thierry Nkurunziza (BUR) |
| 17 oktober Vriendschappelijk № 359 «onderlinge duels» 14:00 uur |             | 53' Mateus 89' Ary Papel |        | Rand Stadion, Johannesburg Scheidsrechter: Thierry Nkurunziza (BUR) |

|                                                                 |            |       |                                    | |
| 24 oktober Vriendschappelijk № 360 «onderlinge duels» 15:00 uur | Angola     | 1 – 2 | Zuid-Afrika                        | Estádio Nacional 11 de Novembro, Luanda Toeschouwers: 35.000 Scheidsrechter: Mbongseni Fakudze (SWZ) |
| 24 oktober Vriendschappelijk № 360 «onderlinge duels» 15:00 uur | Gelson 42' |       | 28' (e.d.) Fabrício 90' Lyle Lakay | Estádio Nacional 11 de Novembro, Luanda Toeschouwers: 35.000 Scheidsrechter: Mbongseni Fakudze (SWZ) |

|                                                                                  |           |       |                                                               |                                                                           |
| 13 november Kwalificatie WK 2018 Tweede ronde № 361 «onderlinge duels» 15:30 uur | Angola    | 1 – 3 | Zuid-Afrika                                                   | Estádio Nacional de Ombaka, Benguela Scheidsrechter: Bamlak Tessema (ETH) |
| 13 november Kwalificatie WK 2018 Tweede ronde № 361 «onderlinge duels» 15:30 uur | Gelson 2' |       | 14' Tokelo Rantie 20' Thamsanqa Gabuza 80' (pen.) Andile Jali | Estádio Nacional de Ombaka, Benguela Scheidsrechter: Bamlak Tessema (ETH) |

|                                                                                  |                    |       |        |                                                                   |
| 17 november Kwalificatie WK 2018 Tweede ronde № 362 «onderlinge duels» 17:00 uur | Zuid-Afrika        | 1 – 0 | Angola | Moses Mabhida Stadion, Durban Scheidsrechter: Davies Omweno (KEN) |
| 17 november Kwalificatie WK 2018 Tweede ronde № 362 «onderlinge duels» 17:00 uur | Manucho 67' (e.d.) |       |        | Moses Mabhida Stadion, Durban Scheidsrechter: Davies Omweno (KEN) |

### 2016
|                                                                  |                                          |       |                                      |                                                                                   |
| 26 maart Kwalificatie AK 2017 № 363 «onderlinge duels» 15:30 uur | Kameroen                                 | 2 – 2 | Zuid-Afrika                          | Stade de Limbé, Limbé Toeschouwers: onbekend Scheidsrechter: Tessema Bamlak (ETH) |
| 26 maart Kwalificatie AK 2017 № 363 «onderlinge duels» 15:30 uur | Sébastien Siani 45' Nicolas N'Koulou 66' |       | 17' Tokelo Rantie 50' Hlompho Kekana | Stade de Limbé, Limbé Toeschouwers: onbekend Scheidsrechter: Tessema Bamlak (ETH) |

|                                                                  |             |       |          |                                                                                      |
| 29 maart Kwalificatie AK 2017 № 364 «onderlinge duels» 19:00 uur | Zuid-Afrika | 0 – 0 | Kameroen | Moses Mabhida Stadium, Durban Toeschouwers: onbekend Scheidsrechter: Juste Zio (BUR) |
| 29 maart Kwalificatie AK 2017 № 364 «onderlinge duels» 19:00 uur |             |       |          | Moses Mabhida Stadium, Durban Toeschouwers: onbekend Scheidsrechter: Juste Zio (BUR) |

|                                                                |        |                                                                             |             |                                                                                        |
| 4 juni Kwalificatie AK 2017 № 365 «onderlinge duels» 19:00 uur | Gambia | 0 – 4                                                                       | Zuid-Afrika | Independence Stadium, Bakau Toeschouwers: onbekend Scheidsrechter: Denis Dembélé (CIV) |
| 4 juni Kwalificatie AK 2017 № 365 «onderlinge duels» 19:00 uur |        | 30' Thamsanqa Gabuza 38' Thamsanqa Gabuza 55' Keagan Dolly 79' Keagan Dolly |             | Independence Stadium, Bakau Toeschouwers: onbekend Scheidsrechter: Denis Dembélé (CIV) |

|                                                              |                 |       |                    |                                                                                      |
| 18 juni Vriendschappelijk № 366 «onderlinge duels» 15:00 uur | Zuid-Afrika     | 1 – 1 | Lesotho            | Sam Nujoma Stadion, Windhoek Toeschouwers: 10.000 Scheidsrechter: Joshua Bondo (BOT) |
| 18 juni Vriendschappelijk № 366 «onderlinge duels» 15:00 uur | Gift Motupa 66' |       | 19' Thabantso Jane | Sam Nujoma Stadion, Windhoek Toeschouwers: 10.000 Scheidsrechter: Joshua Bondo (BOT) |

|                                                              |                                                                                               |       |                   |                                                                                        |
| 22 juni Vriendschappelijk № 367 «onderlinge duels» 18:00 uur | Zuid-Afrika                                                                                   | 5 – 1 | Swaziland         | Sam Nujoma Stadion, Windhoek Toeschouwers: 5.700 Scheidsrechter: Bernard Camille (SEY) |
| 22 juni Vriendschappelijk № 367 «onderlinge duels» 18:00 uur | Thabiso Kutumela 52' Lebogang Phiri 57' Menzi Masuku 60' Judas Mosemaedi 75' Menzi Masuku 83' |       | 38' Tony Tsabedze | Sam Nujoma Stadion, Windhoek Toeschouwers: 5.700 Scheidsrechter: Bernard Camille (SEY) |

|                                                              |                                                      |       |                                               |                                                                                     |
| 25 juni Vriendschappelijk № 368 «onderlinge duels» 17:30 uur | Zuid-Afrika                                          | 2 – 3 | Botswana                                      | Sam Nujomastadion, Windhoek Toeschouwers: 6.000 Scheidsrechter: Janny Sikazwe (ZAM) |
| 25 juni Vriendschappelijk № 368 «onderlinge duels» 17:30 uur | Gift Motupa 33' Thabiso Kutumela 65' Gift Motupa 87' |       | 16' Onkabetse Makgantai 69' Kabelo Seakanyeng | Sam Nujomastadion, Windhoek Toeschouwers: 6.000 Scheidsrechter: Janny Sikazwe (ZAM) |

|                                                                     |                    |       |                      |                                                                                          |
| 2 september Kwalificatie AK 2017 № 369 «onderlinge duels» 18:00 uur | Zuid-Afrika        | 1 – 1 | Mauritanië           | Mbombela Stadium, Mbombela Toeschouwers: 14.000 Scheidsrechter: Eric Otogo-Castane (GAB) |
| 2 september Kwalificatie AK 2017 № 369 «onderlinge duels» 18:00 uur | Hlompho Kekana 26' |       | 15' Diallo Guidileye | Mbombela Stadium, Mbombela Toeschouwers: 14.000 Scheidsrechter: Eric Otogo-Castane (GAB) |

|                                                                  |                |       |        |                                                                                        |
| 6 september Vriendschappelijk № 370 «onderlinge duels» 18:00 uur | Zuid-Afrika    | 1 – 0 | Egypte | Orlando Stadium, Johannesburg Toeschouwers: 19.000 Scheidsrechter: Davies Omweno (KEN) |
| 6 september Vriendschappelijk № 370 «onderlinge duels» 18:00 uur | Mpho Makola 7' |       |        | Orlando Stadium, Johannesburg Toeschouwers: 19.000 Scheidsrechter: Davies Omweno (KEN) |

|                                                                               |                   |       |                 |                                                                                         |
| 8 oktober Kwalificatie WK 2018 Derde ronde № 371 «onderlinge duels» 19:00 uur | Burkina Faso      | 1 – 1 | Zuid-Afrika     | Stade du 4 aout, Ouagadougou Toeschouwers: 32.800 Scheidsrechter: Rédouande Jiyed (MAR) |
| 8 oktober Kwalificatie WK 2018 Derde ronde № 371 «onderlinge duels» 19:00 uur | Banou Diawara 90' |       | 81' Dean Furman | Stade du 4 aout, Ouagadougou Toeschouwers: 32.800 Scheidsrechter: Rédouande Jiyed (MAR) |

|                                                                 |                   |       |                    |                                                                                  |
| 11 oktober Vriendschappelijk № 372 «onderlinge duels» 18:00 uur | Zuid-Afrika       | 1 – 1 | Ghana              | Kingsmeadstadion, Durban Toeschouwers: 9.674 Scheidsrechter: Janny Sikazwe (ZAM) |
| 11 oktober Vriendschappelijk № 372 «onderlinge duels» 18:00 uur | Ayanda Patosi 52' |       | 38' Mubarak Wakaso | Kingsmeadstadion, Durban Toeschouwers: 9.674 Scheidsrechter: Janny Sikazwe (ZAM) |

|                                                                                 |                                                  |       |                   |                                                                                           |
| 12 november Kwalificatie WK 2018 Derde ronde № 373 «onderlinge duels» 14:00 uur | Zuid-Afrika                                      | 2 – 1 | Senegal           | Peter Mokaba Stadium, Polokwane Toeschouwers: 26.179 Scheidsrechter: Joseph Lamptey (GHA) |
| 12 november Kwalificatie WK 2018 Derde ronde № 373 «onderlinge duels» 14:00 uur | Thulani Hlatshwayo 43' (pen.) Thulani Serero 45' |       | 75' Cheikh N'Doye | Peter Mokaba Stadium, Polokwane Toeschouwers: 26.179 Scheidsrechter: Joseph Lamptey (GHA) |

|                                                                  |            |       |                     |                                                                                         |
| 15 november Vriendschappelijk № 372 «onderlinge duels» 18:00 uur | Mozambique | 1 – 1 | Zuid-Afrika         | Estádio do Zimpeto, Maputo Toeschouwers: 15.000 Scheidsrechter: Mbongseni Fakudze (SWZ) |
| 15 november Vriendschappelijk № 372 «onderlinge duels» 18:00 uur | Clésio 25' |       | 56' Bradley Grobler | Estádio do Zimpeto, Maputo Toeschouwers: 15.000 Scheidsrechter: Mbongseni Fakudze (SWZ) |

### 2017
|                                                               |                                                                |       |                  |                                                                                        |
| 25 maart Vriendschappelijk № 372 «onderlinge duels» 15:00 uur | Zuid-Afrika                                                    | 3 – 1 | Guinee-Bissau    | Moses Mabhida Stadium, Durban Toeschouwers: 11.074 Scheidsrechter: Janny Sikazwe (ZAM) |
| 25 maart Vriendschappelijk № 372 «onderlinge duels» 15:00 uur | Kermit Erasmus 35' (pen.) Percy Tau 69' Andile Jali 89' (pen.) |       | 79' Aldair Baldé | Moses Mabhida Stadium, Durban Toeschouwers: 11.074 Scheidsrechter: Janny Sikazwe (ZAM) |

|                                                               |             |       |        |                                                                                           |
| 28 maart Vriendschappelijk № 373 «onderlinge duels» 18:00 uur | Zuid-Afrika | 0 – 0 | Angola | Buffalo City Stadium, East London Toeschouwers: 11.700 Scheidsrechter: Joshua Bondo (BOT) |
| 28 maart Vriendschappelijk № 373 «onderlinge duels» 18:00 uur |             |       |        | Buffalo City Stadium, East London Toeschouwers: 11.700 Scheidsrechter: Joshua Bondo (BOT) |

|                                                                 |         |                                 |             |                                                              |
| 10 juni Kwalificatie AK 2019 № 374 «onderlinge duels» 17:00 uur | Nigeria | 0 – 2                           | Zuid-Afrika | Akwa Ibomstadion, Uyo Scheidsrechter: Youssef Essrayri (TUN) |
| 10 juni Kwalificatie AK 2019 № 374 «onderlinge duels» 17:00 uur |         | 54' Tokelo Rantie 82' Percy Tau |             | Akwa Ibomstadion, Uyo Scheidsrechter: Youssef Essrayri (TUN) |

|                                                              |                      |       |                                   |                                                                                         |
| 13 juni Vriendschappelijk № 375 «onderlinge duels» 18:00 uur | Zuid-Afrika          | 1 – 2 | Zambia                            | Morulengstadion, Rustenburg Toeschouwers: 10.000 Scheidsrechter: Nomore Masundire (ZIM) |
| 13 juni Vriendschappelijk № 375 «onderlinge duels» 18:00 uur | Lebogang Manyama 23' |       | 72' Boyd Mwila 79' Lubinda Mundia | Morulengstadion, Rustenburg Toeschouwers: 10.000 Scheidsrechter: Nomore Masundire (ZIM) |

|                                                                  |             |                  |          |                                                                     |
| 2 juli COSAFA Cup Kwartfinale № 376 «onderlinge duels» 17:00 uur | Zuid-Afrika | 0 – 1            | Tanzania | Royal Bafokengstadion, Rustenburg Scheidsrechter: Pilan Ncube (ZIM) |
| 2 juli COSAFA Cup Kwartfinale № 376 «onderlinge duels» 17:00 uur |             | 18' Elias Maguri |          | Royal Bafokengstadion, Rustenburg Scheidsrechter: Pilan Ncube (ZIM) |

|                                                                      |          |                                           |             |                                                                         |
| 4 juli COSAFA Cup Verliezersronde № 377 «onderlinge duels» 17:00 uur | Botswana | 0 – 2                                     | Zuid-Afrika | Morulengstadion, Rustenburg Scheidsrechter: Andofetra Rakotojaona (MAD) |
| 4 juli COSAFA Cup Verliezersronde № 377 «onderlinge duels» 17:00 uur |          | 33' Riyaad Norodien 90+3' Judas Moseamedi |             | Morulengstadion, Rustenburg Scheidsrechter: Andofetra Rakotojaona (MAD) |

|                                                                      |                  |       |         |                                                               |
| 7 juli COSAFA Cup Verliezersronde № 378 «onderlinge duels» 17:00 uur | Zuid-Afrika      | 1 – 0 | Namibië | Morulengstadion, Rustenburg Scheidsrechter: Pilan Ncube (ZIM) |
| 7 juli COSAFA Cup Verliezersronde № 378 «onderlinge duels» 17:00 uur | Mohau Mokate 36' |       |         | Morulengstadion, Rustenburg Scheidsrechter: Pilan Ncube (ZIM) |

|                                                                             |                                      |       |                   |                                                                                      |
| 1 september Kwalificatie WK 2018 Groep D № 379 «onderlinge duels» 17:30 uur | Kaapverdië                           | 2 – 1 | Zuid-Afrika       | Estádio da Várzea, Praia Toeschouwers: 4.000 Scheidsrechter: Mehdi Abid Charef (ALG) |
| 1 september Kwalificatie WK 2018 Groep D № 379 «onderlinge duels» 17:30 uur | Nuno Rocha 33' Nuno Rocha 38' (pen.) |       | 14' Tokelo Rantie | Estádio da Várzea, Praia Toeschouwers: 4.000 Scheidsrechter: Mehdi Abid Charef (ALG) |

|                                                                             |                 |       |                                         |                                                                                        |
| 5 september Kwalificatie WK 2018 Groep D № 380 «onderlinge duels» 19:00 uur | Zuid-Afrika     | 1 – 2 | Kaapverdië                              | Moses Mabhidastadion, Durban Toeschouwers: 15.000 Scheidsrechter: Ferdinand Udoh (NGR) |
| 5 september Kwalificatie WK 2018 Groep D № 380 «onderlinge duels» 19:00 uur | Andile Jali 89' |       | 52' Garry Rodrigues 67' Garry Rodrigues | Moses Mabhidastadion, Durban Toeschouwers: 15.000 Scheidsrechter: Ferdinand Udoh (NGR) |

|                                                                           |                                                     |       |                  |                                                                                  |
| 7 oktober Kwalificatie WK 2018 Groep D № 381 «onderlinge duels» 15:00 uur | Zuid-Afrika                                         | 3 – 1 | Burkina Faso     | Soccer City, Johannesburg Toeschouwers: 15.506 Scheidsrechter: Sidi Alioum (CMR) |
| 7 oktober Kwalificatie WK 2018 Groep D № 381 «onderlinge duels» 15:00 uur | Percy Tau 1' Themba Zwane 33' Sibusiso Vilakazi 45' |       | 87' Alain Traoré | Soccer City, Johannesburg Toeschouwers: 15.506 Scheidsrechter: Sidi Alioum (CMR) |

|                                                                             |             |                                              |         |                                                                                           |
| 10 november Kwalificatie WK 2018 Groep D № 382 «onderlinge duels» 19:00 uur | Zuid-Afrika | 0 – 2                                        | Senegal | Peter Mokabastadion, Pietersburg Toeschouwers: 40.000 Scheidsrechter: Janny Sikazwe (ZAM) |
| 10 november Kwalificatie WK 2018 Groep D № 382 «onderlinge duels» 19:00 uur |             | 11' Diafra Sakho 38' (e.d.) Thamsanqa Mkhize |         | Peter Mokabastadion, Pietersburg Toeschouwers: 40.000 Scheidsrechter: Janny Sikazwe (ZAM) |

|                                                                             |                                   |       |               | |
| 14 november Kwalificatie WK 2018 Groep D № 383 «onderlinge duels» 19:30 uur | Senegal                           | 2 – 1 | Zuid-Afrika   | Stade Léopold Sédar Senghor, Dakar Toeschouwers: 50.000 Scheidsrechter: Bamlak Tessema Weyesa (ETH) |
| 14 november Kwalificatie WK 2018 Groep D № 383 «onderlinge duels» 19:30 uur | Opa Nguette 55' Kara Mbodji 90+2' |       | 63' Percy Tau | Stade Léopold Sédar Senghor, Dakar Toeschouwers: 50.000 Scheidsrechter: Bamlak Tessema Weyesa (ETH) |

### 2018
|                                                                |                  |              |                   |                                                                                        |
| 21 maart Vierlandentoernooi № 384 «onderlinge duels» 15:00 uur | Zuid-Afrika      | 1 – 1 (n.v.) | Angola            | Levy Mwanawasastadion, Ndola Toeschouwers: 2.000 Scheidsrechter: Patrick Ngoleka (MAW) |
| 21 maart Vierlandentoernooi № 384 «onderlinge duels» 15:00 uur | Lebo Mothiba 51' |              | 33' Djalma Campos | Levy Mwanawasastadion, Ndola Toeschouwers: 2.000 Scheidsrechter: Patrick Ngoleka (MAW) |
| 21 maart Vierlandentoernooi № 384 «onderlinge duels» 15:00 uur | Strafschoppen    |              |                   | Levy Mwanawasastadion, Ndola Toeschouwers: 2.000 Scheidsrechter: Patrick Ngoleka (MAW) |
| 21 maart Vierlandentoernooi № 384 «onderlinge duels» 15:00 uur | 5 – 3            |              |                   | Levy Mwanawasastadion, Ndola Toeschouwers: 2.000 Scheidsrechter: Patrick Ngoleka (MAW) |

|                                                                |        |                                  |             |                                                                                      |
| 24 maart Vierlandentoernooi № 385 «onderlinge duels» 18:00 uur | Zambia | 0 – 2                            | Zuid-Afrika | Levy Mwanawasastadion, Ndola Toeschouwers: 40 Scheidsrechter: Tirelo Mositwane (BOT) |
| 24 maart Vierlandentoernooi № 385 «onderlinge duels» 18:00 uur |        | 15' Percy Tau 90+1' Lebo Mothiba |             | Levy Mwanawasastadion, Ndola Toeschouwers: 40 Scheidsrechter: Tirelo Mositwane (BOT) |

|                                                                  |                                                                     |              | |                                                                        |
| 3 juni COSAFA Cup Kwartfinale № 386 «onderlinge duels» 15:00 uur | Zuid-Afrika                                                         | 0 – 0 (n.v.) | Madagaskar | Peter Mokabastadion, Pietersburg Scheidsrechter: Ahmad Heeralall (MRI) |
| 3 juni COSAFA Cup Kwartfinale № 386 «onderlinge duels» 15:00 uur |                                                                     |              | | Peter Mokabastadion, Pietersburg Scheidsrechter: Ahmad Heeralall (MRI) |
| 3 juni COSAFA Cup Kwartfinale № 386 «onderlinge duels» 15:00 uur | Strafschoppen                                                       |              | | Peter Mokabastadion, Pietersburg Scheidsrechter: Ahmad Heeralall (MRI) |
| 3 juni COSAFA Cup Kwartfinale № 386 «onderlinge duels» 15:00 uur | Motjeka Madisha Lyle Foster Aubrey Modiba Jamie Webber Luther Singh | 3 – 4        | Michael Rabeson Andoniaina Rakotondrazaka Romario Baggio Rakotoarisoa Arohasina Andrianarimanana Tobisoa Njakanirina | Peter Mokabastadion, Pietersburg Scheidsrechter: Ahmad Heeralall (MRI) |

|                                                                   |                |       |                                                                                 |                                                                      |
| 5 juni COSAFA Cup Halve finale № 387 «onderlinge duels» 17:00 uur | Namibië        | 1 – 4 | Zuid-Afrika                                                                     | Peter Mokabastadion, Pietersburg Scheidsrechter: Celso Alvação (MOZ) |
| 5 juni COSAFA Cup Halve finale № 387 «onderlinge duels» 17:00 uur | Deon Hotto 39' |       | 26' (pen.) Aubrey Modiba 29' Lebohang Maboe 40' Lebohang Maboe 54' Siyanda Xulu | Peter Mokabastadion, Pietersburg Scheidsrechter: Celso Alvação (MOZ) |

|                                                             |                                                          |       |          |                                                                            |
| 8 juni COSAFA Cup Finale № 388 «onderlinge duels» 17:00 uur | Zuid-Afrika                                              | 3 – 0 | Botswana | Peter Mokabastadion, Pietersburg Scheidsrechter: Hamada Nampiandraza (MAD) |
| 8 juni COSAFA Cup Finale № 388 «onderlinge duels» 17:00 uur | Motjeka Madisha 39' Aubrey Modiba 78' Lebohang Maboe 89' |       |          | Peter Mokabastadion, Pietersburg Scheidsrechter: Hamada Nampiandraza (MAD) |

|                                                                 |       |       |             |                                                                 |
| 8 september Kwalificatie AK 2019 № «onderlinge duels» 15:00 uur | Libië | 0 – 0 | Zuid-Afrika | Moses Mabhidastadion, Durban Scheidsrechter: Sidi Alioum, (CMR) |
| 8 september Kwalificatie AK 2019 № «onderlinge duels» 15:00 uur |       |       |             | Moses Mabhidastadion, Durban Scheidsrechter: Sidi Alioum, (CMR) |

|                                                              |                 |       |               |                                                                                                |
| 20 november Vriendschappelijk № «onderlinge duels» 19:00 uur | Zuid-Afrika     | 1 – 1 | Paraguay      | Moses Mabhidastadion, Durban Toeschouwers: 8,868 Scheidsrechter: Ahmad Imtehaz Heeralall (MRI) |
| 20 november Vriendschappelijk № «onderlinge duels» 19:00 uur | Percy Tau 90+3' |       | Santander 32' | Moses Mabhidastadion, Durban Toeschouwers: 8,868 Scheidsrechter: Ahmad Imtehaz Heeralall (MRI) |

### 2019
|                                                              |                  |       |                    |                                                                     |
| 24 maart Kwalificatie AK 2020 № «onderlinge duels» 16:00 uur | Libië            | 1 – 2 | Zuid-Afrika        | Stade Taïeb Mhiri, Sfax Scheidsrechter: Noureddine El Jaafari (MAR) |
| 24 maart Kwalificatie AK 2020 № «onderlinge duels» 16:00 uur | Ahmed Benali 66' |       | Percy Tau 50', 69' | Stade Taïeb Mhiri, Sfax Scheidsrechter: Noureddine El Jaafari (MAR) |

|                                                          |       |       |             |                                                        |
| 15 juni Vriendschappelijk № «onderlinge duels» 17:30 uur | Ghana | 0 – 0 | Zuid-Afrika | Police Officers' Club Stadium, Dubai Toeschouwers: 235 |
| 15 juni Vriendschappelijk № «onderlinge duels» 17:30 uur |       |       |             | Police Officers' Club Stadium, Dubai Toeschouwers: 235 |

| Afrikaans kampioenschap 2019 |
| ---------------------------- |

SAFA · A-internationals · Bondscoaches · Selecties · Statistieken · Zuid-Afrikaans vrouwenelftal · Olympisch elftal · Zuid-Afrika U21 · Zuid-Afrika U19 · Zuid-Afrika U17
1906 – 1919 ·
1920 – 1929 ·
1930 – 1939 ·
1940 – 1949 · 
1950 – 1959 · 
1960 – 1969 · 
1970 – 1979 · 
1980 – 1989 · 
1990 – 1999 · 
2000 – 2009 · 
2010 – 2019 ·
2020 − 2029
AC 1996 · 
AC 1998 · 
AC 2000 · 
AC 2002 · 
AC 2004 · 
AC 2006 · 
AC 2008 · 
AC 2013
WK 1998 · 
WK 2002 · 
WK 2010
OS 2000 ·
OS 2016 ·
OS 2020
1947 · 
1948–1949 · 
1950 · 
1951-1952 ·
1953 · 
1954 · 
1955 · 
1956–1991 · 
1992 · 
1993 · 
1994 · 
1995 · 
1996 · 
1997 · 
1998 · 
1999 · 
2000 · 
2001 · 
2002 · 
2003 · 
2004 · 
2005 · 
2006 · 
2007 · 
2008 · 
2009 · 
2010 · 
2011 · 
2012 · 
2013 · 
2014 · 
2015 · 
2016 ·
2017 ·
2018 ·
2019 ·
2020 ·
2021 ·
2022 ·
2023 ·
2024
Algerije ·
Andorra ·
Angola ·
Argentinië ·
Australië ·
Benin ·
Bolivia ·
Botswana ·
Brazilië ·
Bulgarije ·
Burkina Faso ·
Burundi ·
Canada ·
Centraal-Afrikaanse Republiek ·
Chili ·
Colombia ·
Comoren ·
Congo-Brazzaville ·
Congo-Kinshasa ·
Costa Rica ·
Denemarken ·
Duitsland ·
Ecuador ·
Egypte ·
Engeland ·
Equatoriaal-Guinea ·
Ethiopië ·
Frankrijk ·
Gabon ·
Gambia ·
Georgië ·
Ghana ·
Guatemala ·
Guinee ·
Guinee-Bissau ·
Honduras ·
Ierland ·
IJsland ·
Irak ·
Israël ·
Italië ·
Ivoorkust ·
Jamaica ·
Japan ·
Kaapverdië ·
Kameroen ·
Kenia ·
Lesotho ·
Liberia ·
Libië ·
Madagaskar ·
Malawi ·
Mali ·
Malta ·
Marokko ·
Mauritanië ·
Mauritius ·
Mexico ·
Mozambique ·
Namibië ·
Nederland ·
Nieuw-Zeeland ·
Niger ·
Nigeria ·
Noord-Korea ·
Noorwegen ·
Oeganda ·
Panama ·
Paraguay ·
Polen ·
Portugal ·
Rwanda ·
Saoedi-Arabië ·
Sao Tomé en Principe ·
Schotland ·
Senegal ·
Servië ·
Seychellen ·
Sierra Leone ·
Slovenië ·
Soedan ·
Spanje ·
Swaziland ·
Tanzania ·
Thailand ·
Trinidad en Tobago ·
Tsjaad ·
Tsjechië ·
Tunesië ·
Turkije ·
Uruguay ·
Verenigde Arabische Emiraten ·
Verenigde Staten ·
Zambia ·
Zimbabwe ·
Zuid-Soedan ·
Zweden
Frankrijk (2010) ·
Mexico (2010) ·
Paraguay (2002) · 
Slovenië (2002) · 
Spanje (2002) · 
Uruguay (2010)
AFC-zone: Afghanistan · Australië · Bahrein · Bangladesh · Bhutan · Brunei · Cambodja · China · Chinees Taipei · Filipijnen · Guam · Hongkong · India · Indonesië · Iran · Irak · Japan · Jemen · Jordanië · Koeweit · Kirgizië · Laos · Libanon · Macau · Maleisië · Maldiven · Mongolië · Myanmar · Nepal · Noord-Korea · Oezbekistan · Oman · Oost-Timor · Pakistan · Palestina · Qatar · Saoedi-Arabië · Singapore · Sri Lanka · Syrië · Tadjikistan · Thailand · Turkmenistan · Verenigde Arabische Emiraten · Vietnam · Zuid-Korea

CAF-zone: Algerije · Angola · Benin · Botswana · Burkina Faso · Burundi · Centraal-Afrikaanse Republiek · Comoren · Congo-Brazzaville · Congo-Kinshasa · Djibouti · Egypte · Equatoriaal-Guinea · Eritrea · Ethiopië · Gabon · Gambia · Ghana · Guinee · Guinee-Bissau · Ivoorkust · Kaapverdië · Kameroen · Kenia · Lesotho · Liberia · Libië · Madagaskar · Malawi · Mali · Mauritanië · Mauritius · Marokko · Mozambique · Namibië · Niger · Nigeria · Oeganda · Rwanda · Sao Tomé en Principe · Senegal · Seychellen · Sierra Leone · Soedan · Somalië · Swaziland · Tanzania · Togo · Tsjaad · Tunesië · Zambia · Zimbabwe · Zuid-Afrika · Zuid-Soedan 

CONCACAF-zone: Amerikaanse Maagdeneilanden · Anguilla · Antigua en Barbuda · Aruba · Bahama's · Barbados · Belize · Bermuda · Britse Maagdeneilanden · Canada · Kaaimaneilanden · Costa Rica · Cuba · Curaçao · Dominica · Dominicaanse Republiek · El Salvador · Frans Guyana · Grenada · Guadeloupe · Guatemala · Guyana · Haïti · Honduras · Jamaica · Martinique · Mexico · Montserrat · 
Nicaragua · Panama · Puerto Rico · Saint Kitts en Nevis · Saint Lucia · Saint Vincent en de Grenadines · Sint Maarten · Suriname · Trinidad en Tobago · Turks- en Caicoseilanden · Verenigde Staten

CONMEBOL-zone: Argentinië · Bolivia · Brazilië · Chili · Colombia · Ecuador · Paraguay · Peru · Uruguay · Venezuela

OFC-zone: Amerikaans-Samoa · Cookeilanden · Fiji · Nieuw-Caledonië · Nieuw-Zeeland · Papoea-Nieuw-Guinea · Samoa · Salomoneilanden · Tahiti · Tonga · Vanuatu

UEFA-zone: Albanië · Andorra · Armenië · Azerbeidzjan · België · Bosnië en Herzegovina · Bulgarije · Cyprus · Denemarken · Duitsland · Engeland · Estland · Faeröer · Finland · Frankrijk · Georgië · Gibraltar · Griekenland · Hongarije · IJsland · Ierland · Israël · Italië · Kazachstan · Kosovo · Kroatië · Letland · Liechtenstein · Litouwen · Luxemburg · Macedonië · Malta · Moldavië · Montenegro · Nederland · Noord-Ierland · Noorwegen · Oekraïne · Oostenrijk · Polen · Portugal · Roemenië · Rusland · San Marino · Schotland · Servië · Slovenië · Slowakije · Spanje · Tsjechië · Turkije · Wales · Wit-Rusland · Zweden · Zwitserland